# قرار مجلس الأمن التابع للأمم المتحدة رقم 1866
قرار مجلس الأمن التابع للأمم المتحدة رقم 1866، والذي تم تبنيه بالإجماع في 13 فبراير 2009.

## القرار
قرر مجلس الأمن تمديد ولاية بعثة مراقبي الأمم المتحدة الحاليين في جورجيا حتى 15 حزيران / يونيو، بينما أعرب عن اعتزامه أن يحدد بحلول ذلك الوقت عناصر الوجود المستقبلي للأمم المتحدة في المنطقة.
بموجب أحكام القرار 1866 (2009)، الذي اتخذ بالإجماع، دعا المجلس إلى احترام الأحكام المنصوص عليها في الفقرة 2 (أ) من اتفاق عام 1994 بشأن وقف إطلاق النار وفصل القوات، الموقع في موسكو، في انتظار المشاورات والاتفاق على نظام أمني منقح، مع الإحاطة علما بالتوصيات المتعلقة بالنظام الأمني الواردة في آخر تقرير للأمين العام للأمم المتحدة عن الحالة في أبخازيا، جورجيا (الوثيقة S / 2009/69).
يقترح الأمين العام في تقريره أن نظاما أمنيا فعالا ينبغي أن يشمل، في جملة أمور، ما يلي: المراقبة الصارمة لوقف إطلاق النار في البر والبحر والجو؛ «منطقة أمنية» على جانبي خط وقف إطلاق النار حيث لا يسمح بوجود القوات والمعدات المسلحة؛ فرض حظر على التحليق فوق الطائرات العسكرية والطائرات بدون طيار في تلك المنطقة وغيرها من المناطق؛ وتعيين كل طرف ممثلين مخولين يقومون بالاتصال بغرض تبادل المعلومات ومنع التوترات وحل الحوادث.
شدد المجلس في قراره على ضرورة الامتناع عن استخدام القوة أو أي عمل من أعمال التمييز العرقي ضد الأشخاص أو الجماعات أو المؤسسات، وأن يكفل، دون تمييز، أمن الأشخاص وحقهم في حرية التنقل حماية ممتلكات اللاجئين والنازحين. كما دعا إلى تيسير المساعدة الإنسانية للمتضررين من النزاع، بمن فيهم اللاجئون والمشردون داخلياً، والامتناع عن وضع أي عائق أمامهم، فضلاً عن بذل الجهود لتيسير عودتهم الطوعية والآمنة والكريمة ودون عوائق.
ودعا المجلس أيضا إلى تكثيف الجهود لمعالجة مسألة الأمن والاستقرار الإقليميين، ومسألة اللاجئين والمشردين داخليا، من خلال المناقشات الجارية حاليا في جنيف. ويطلب أيضا إلى الأمين العام أن يقدم بحلول 15 أيار / مايو تقريرا عن تنفيذ القرار والحالة على أرض الواقع وأي توصيات بشأن الأنشطة المقبلة.

## روابط خارجية
- نص القرار في undocs.org